# Pavetta crystalensis
Pavetta crystalensis är en måreväxtart som beskrevs av S.E.Dawson. Pavetta crystalensis ingår i släktet Pavetta och familjen måreväxter. Inga underarter finns listade i Catalogue of Life.